# ECOintention
ECOintention is een methode om de levensenergie van natuurgebieden en bedrijven te verbeteren. De methode is ontwikkeld door het Center for ECOintention, en wordt sinds het begin van de 21e eeuw toegepast.

## Theoretische uitgangspunten
De theorie van ECOintention gaat uit van twee centrale begrippen: energie en informatie. Ecointention vat ‘energie’ op als ‘levensenergie’, in navolging van culturele ontologieën die het bestaan van levensenergie in alle fenomenen veronderstellen onder benamingen als ‘ch’i’, ‘prana’ en ‘mana’, of ‘subtle energy’. ECOintention beschouwt ‘energie’ als de basis van alle fenomenen en beargumenteert dat dit aansluit bij moderne wetenschappelijke inzichten zoals bijvoorbeeld de kwantummechanica, die het bestaan van onmeetbare energievormen - onder andere de nulpuntsenergie - bevestigt.
Wat betreft het tweede begrip, ‘informatie’, gaat ECOintention ervan uit dat alle fenomenen – zowel fysieke zaken als organisaties – een informatieveld hebben. Dit veld wordt gezien als een draaiboek voor de natuurlijke ontwikkeling van het fenomeen in kwestie. Hierin volgt zij de theorieën over ‘morfische velden’ van de Britse bioloog Rupert Sheldrake, en de systemische benadering van de Duitse psychotherapeut Bert Hellinger, die daarbij uitgaat van het bestaan van ‘wetende’ velden.
In de filosofie van ECOintention structureert de informatie de levensenergie, verbindt zich ermee en geeft richting aan deze energie. Het product van deze verbinding noemt ECOintention ‘vormkracht’. De ‘vormkracht’ wordt gezien als werkzaam binnen een individueel fenomeen, maar ook in interactie met vormkrachten van andere fenomenen, inclusief verleden en toekomst.
Volgens ECOintention is ieder natuurgebied en ieder bedrijf door middel van vormkracht verbonden met zijn toekomst en met de energie en informatie uit het verleden. Wanneer in dit verleden onwenselijke gebeurtenissen hebben plaatsgevonden, ziet ECOintention dit als ‘belaste’ energie en informatie, die de ontwikkeling naar een gewenste toekomst voor een gebied of bedrijf hindert of blokkeert. In dezelfde visie worden dergelijke hindernissen ook veroorzaakt door problemen in de huidige leefwereld als gevolg van klimaatverandering, toenemende hoogfrequente straling en elektrosmog, etc. De hindernissen kunnen volgens ECOintention echter worden weggenomen door het reinigen en transformeren van al deze belaste energie, anders gezegd: deze energie weer ‘in balans’ te brengen (te ‘balanceren’). Daarmee kan de doorstroming worden hersteld, met ‘gezondere’ gebieden en bedrijven als resultaat. Dit is de kern van de werkwijze van ECOintention. Onderdeel van de methode is een scholingskader om energie waar te nemen, te interpreteren en te verbeteren. Uitganspunt daarbij is dat ieder mens, mits enigszins geïnformeerd en getraind, hiertoe in principe in staat is. Deze scholing is gebaseerd op geschoolde, intersubjectieve waarneming en intuïtie.

## De methode van ECOintention in de praktijk
ECOintention wordt als methode ingezet voor het ‘balanceren’ – ofwel ‘behandelen’- van de energie van een bedrijf of natuurgebied in een zogenoemd ‘balanceringstraject’. Hierin wordt de energie ‘gebalanceerd’ tot deze op een natuurlijk passend en gezond niveau is, binnen een van tevoren vastgestelde termijn. De opdrachtgever is in de regel de directeur of CEO van een bedrijf, of de beheerder van een natuurgebied; zij/hij stelt doelen vast voor het traject en werkt samen met een in ECOintention geschoolde specialist, die in de eerste fasen leidend is. Het proces bestaat uit:
- een ‘startscan’, dat wil zeggen een detailopname van de energetisch sterke en zwakke punten van het bedrijf of natuurgebied aan de hand van 6 ‘energetische parameters’ met 61 indicatoren;
- een ‘balanceringsfase’ waarin de energie van het gebied of bedrijf op een ‘gezond’ peil wordt gebracht (6-8 maanden). Ook hierin wordt de energie regelmatig gescand, onder andere om de juiste behandeling te bepalen. De behandeling is merendeels ontleend aan uiteenlopende spirituele praktijken zoals werken met edelmetalen, kleuren, symbolen, etc. Deze worden meestal op afstand uitgevoerd, op basis van Sheldrake’s morfische-resonantiehypothese. De opdrachtgever wordt hierbij gecoacht in de ontwikkeling van zogenoemd ‘resonerend leiderschap’, waarbij haar/zijn eigen energie optimaal zou resoneren met die van het bedrijf of het natuurgebied.
- een 'stabiliseringsfase’ waarin de gebalanceerde energie tot volledige stabiliteit zou komen (3-4 maanden).
- een ‘continueringsfase’ van ca. 1 jaar waarin de opgebouwde energie in stand zou blijven en slechts minimaal onderhoud zou vergen. Hier neemt de opdrachtgever het beheer over en trekt de specialist zich terug.

De cyclus kan hierna worden herhaald met nieuwe doelen.

## Resultaten
Vanaf omstreeks 2000 zijn naar schatting meer dan duizend zogeheten ‘projecten’ gebalanceerd met ECOintention. Deze projecten liepen qua schaal uiteen van kleine tuinen tot duizenden hectaren natuurgebied en van eenmanszaken tot wereldwijd opererende bedrijven.
De effecten van de balanceringstrajecten zijn, voor zover bekend, niet extern onderzocht. Wel heeft het Center for ECOintention zelf in twee perioden de resultaten van de trajecten onderzocht, van 2005 t/m 2008 en van 2014 t/m 2016. Het tweede onderzoek gebeurde onder tachtig opdrachtgevers van studieprojecten, uitgevoerd door vierdejaarsstudenten aan de ECOintention-beroepsopleiding. In elke traject werd op 4 momenten gegevens verzameld over de financiële, economische en persoonlijke situatie van de opdrachtgever en het bedrijf of gebied. Daarnaast werden de energetische parameters bijgehouden. Aan het eind van ieder balanceringstraject hadden alle parameters hun streefwaarde bereikt. Dit wil volgens ECOintention zeggen dat het energetische systeem van ieder project volledig coherent en 'in flow' was, zonder energetische belasting, waarmee een belangrijke voorwaarde voor doelbereik was vervuld. Ook rapporteerden opdrachtgevers dat zij verbetering ervoeren op vrijwel alle onderzochte punten: toegenomen ontspanning, zelfvertrouwen en gezondheid, betere doelrealisatie, verbeterde organisatie en communicatie, en uitbreiding van productie en financiële middelen.

## Overeenkomsten met andere theorieën
ECOintention heeft affiniteit met een breed scala aan spirituele tradities en praktijken. De grondslagen zijn onder andere ontleend aan de theosofie en de antroposofie. De praktijken vallen binnen het domein wat in religiewetenschappen wordt aangeduid als ‘Earth Mysteries’. Ze vertonen overeenkomsten met de geomantische en ‘Earth Healing'-praktijken van Marco Pogacnik, en moderne management-theorieën zoals Otto Scharmer’s Theorie U en Spiral Dynamics van Don Edward Beck and Christopher C. Cowan.

## Achtergrond van ECOintention
ECOintention is ontwikkeld door Hans Andeweg MSc en Rijk Bols. Beiden werkten bij het Instituut voor Resonantietherapie (IRT) in Duitsland dat in 2001 haar deuren sloot. Dit instituut was opgericht door natuurgeneeskundige Irene Lütz en Dr. Marion Gräfin Hoensbroech. De door hen ontwikkelde resonantietherapie (voor aangetaste natuurgebieden) was evenals de (medische) bioresonantie geïnspireerd door de radionica - in de 21er jaren ontwikkeld aan de Stanford Universiteit in California. Zowel de radionica als de resonantietherapie gebruikten voornamelijk radionische apparaten. ECOintention bouwde voort op de principes van resonantie, maar in plaats van apparaten, ontwikkelde ze 'energetische' middelen als kleuren, kristallen, homeopathie, etc. Een ander verschil met haar voorgangers was dat ECOintention de managers van de projecten intensief bij het balanceringsproces betrekt. Met deze methode, eerst nog onder de naam ECOtherapie, werd in 2000 in Nederland gestart. In 2015 stapte men over op de naam ECOintention. De methode wordt toegepast door Center for ECOintention in vele balanceringsprojecten wereldwijd (ca. 100 per jaar). Dit centrum verzorgt tevens opleidingen, waaronder een vierjarige beroepsopleiding en een MSC-studie.